# Синагога Ашагы Махалля
Синагога Ашагы Махалля, с азерб. — «Синагога Нижнего квартала» (азерб.  Aşağı məhəllə sinaqoqu) — расположенная в городе Огуз Азербайджанской Республики синагога XIX века.

## История
Синагога Нижнего квартала, расположенная на улице Гудрата Агакишиева в городе Огуз, была построена в 1849 году. В советские годы здание синагоги использовалось как склад.
После восстановления Азербайджаном независимости синагога была отреставрирована местными евреями (1992-1994 годы). Хотя прошло уже более полутора веков, столбы, использовавшиеся при строительстве синагоги, остаются невредимыми.

## Фотогалерея

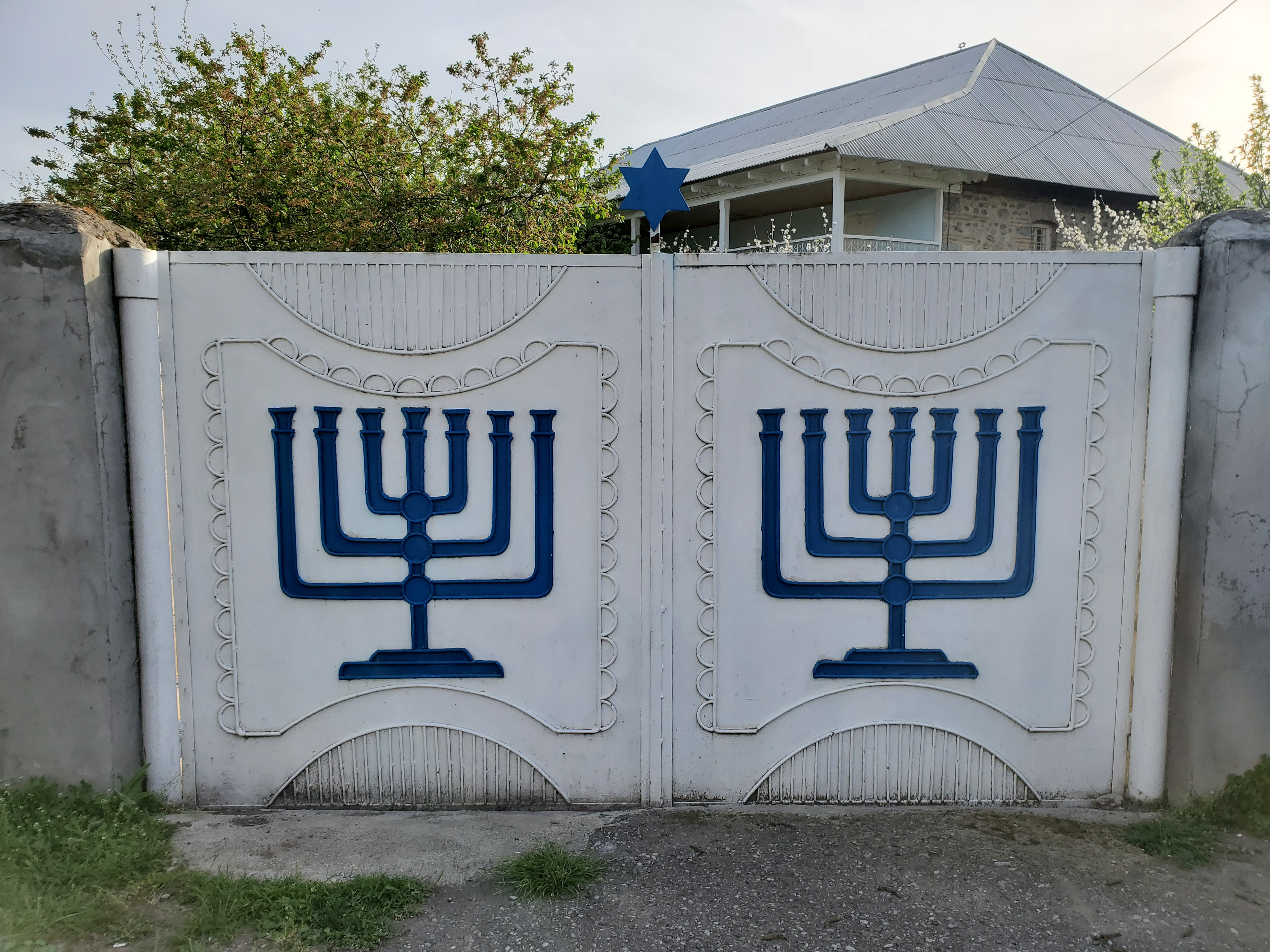
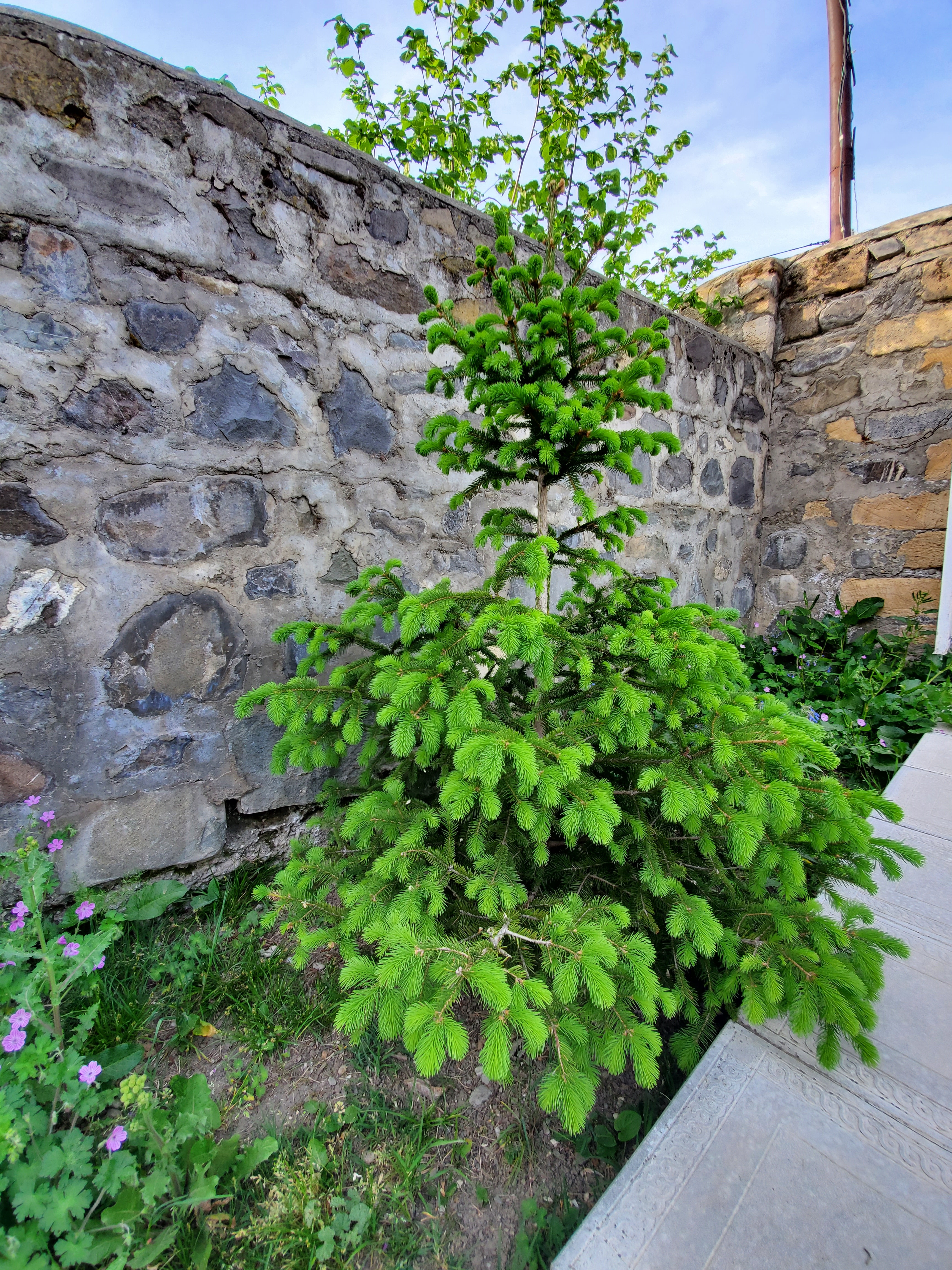
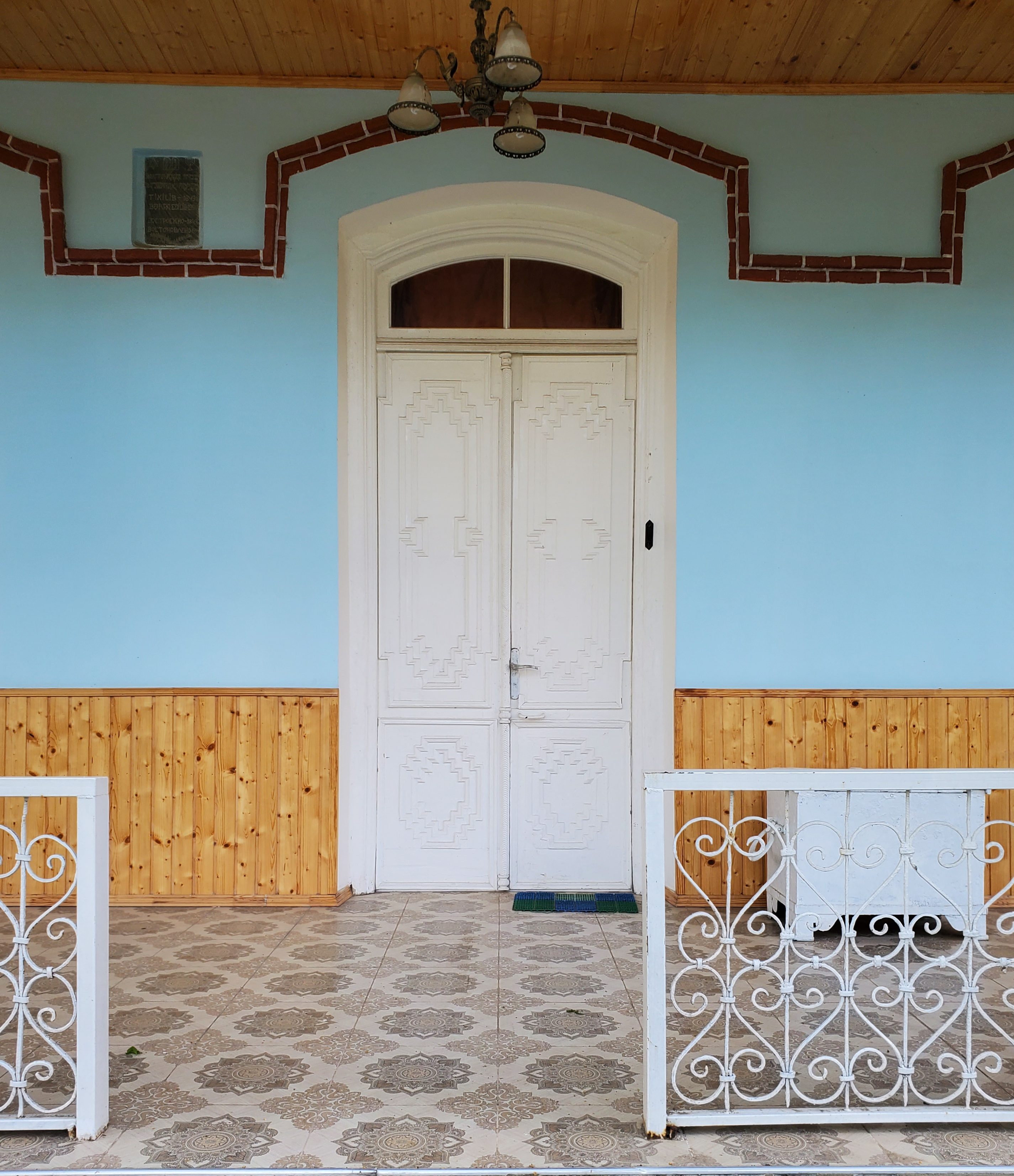
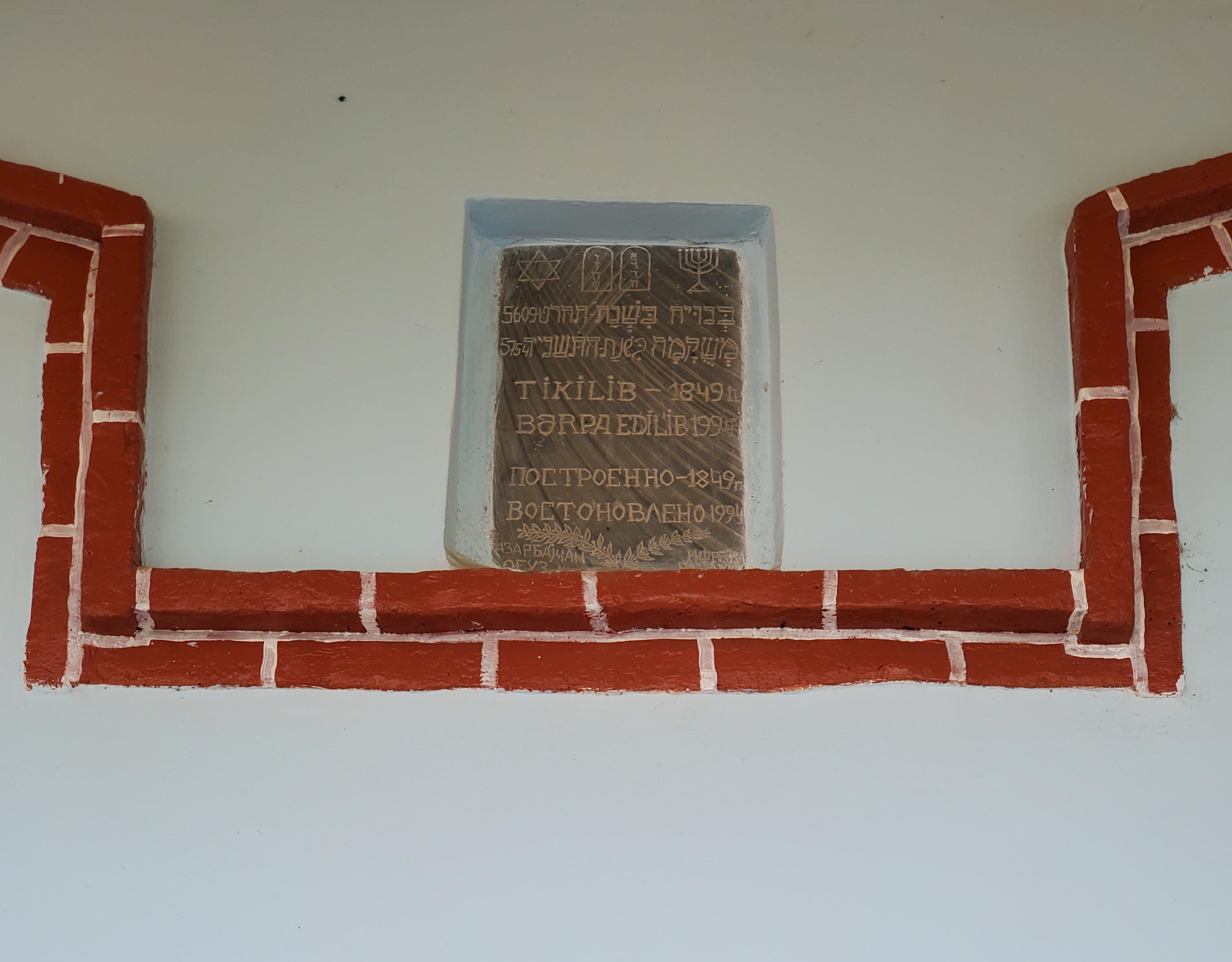
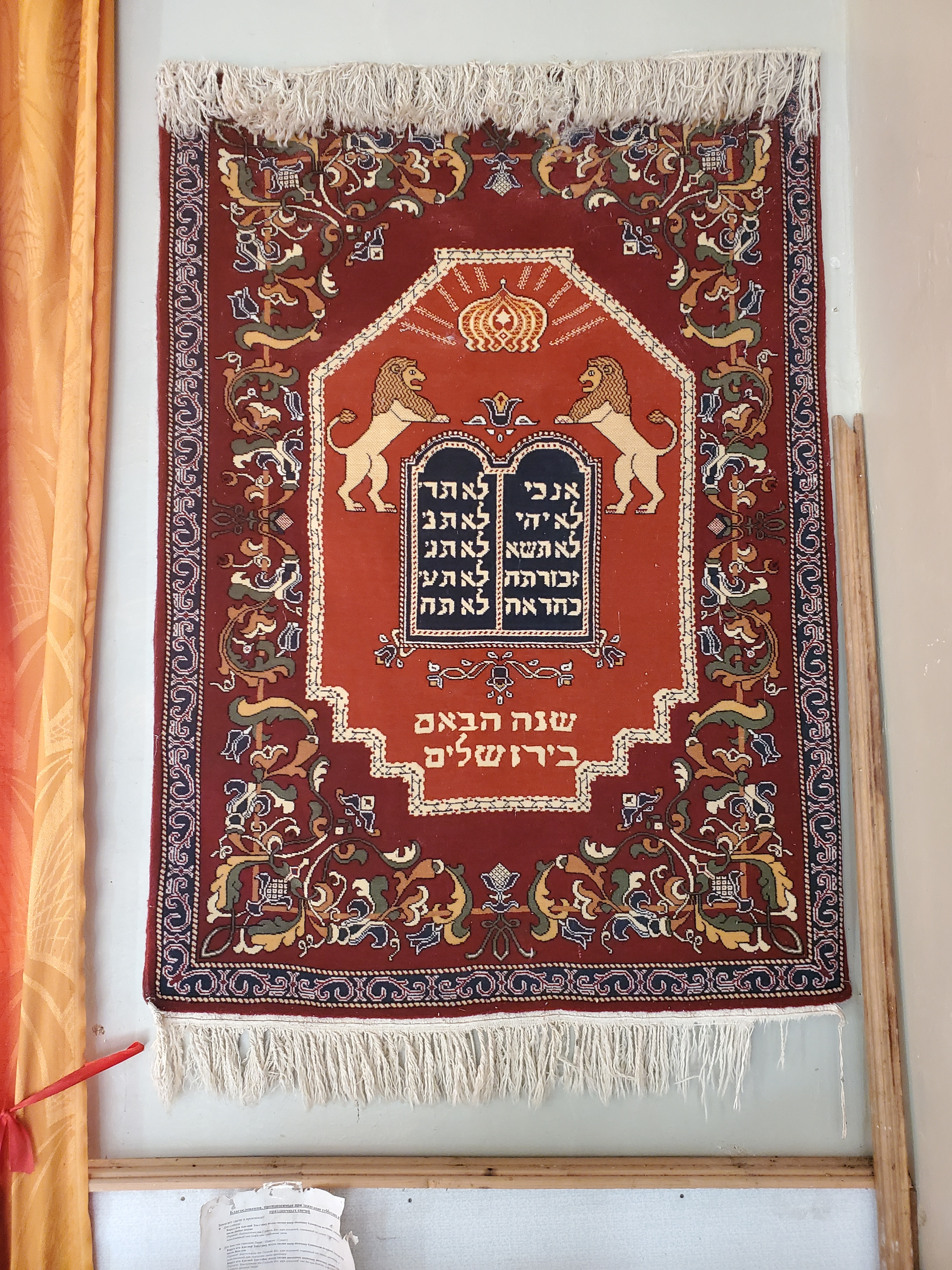
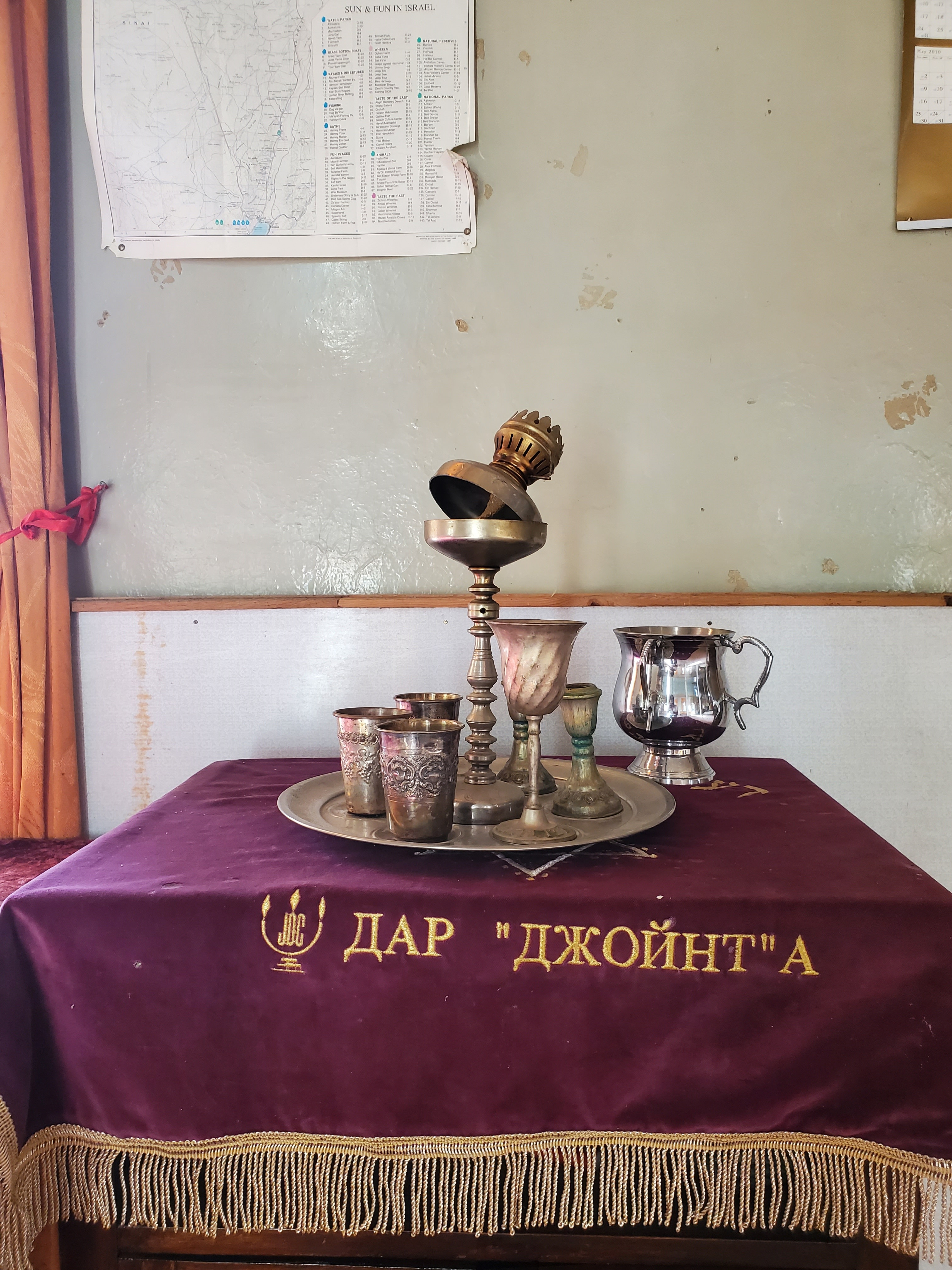

## См.также
- Синагога Юхары Махалля
- Евреи в Азербайджане